# Мартышко, Пётр Сергеевич
Пётр Серге́евич Мартышко́ (род. 7 ноября 1955, Дид-Биран, Хабаровский край) — доктор физико-математических наук, член-корреспондент РАН (2006), профессор кафедры математического анализа и теории функций, директор Института геофизики УрО РАН (2004—2015).

## Биография
Родился 7 ноября 1955 года в посёлке Дид-Биран Ульчского района Хабаровского края в семье рабочих.

### Образование
В 1972 году окончил Ярославскую среднюю школу № 1 в посёлке Ярославский (Приморский край).
В 1972—1977 годах учился на математико-механическом факультете Уральского государственного университета.

### Научная и педагогическая работа
С 1977 года работает в Институт геофизики УНЦ АН СССР. Первая должность — стажёр-исследователь.
- В 1983 году защитил кандидатскую диссертацию по теме: «Некоторые вопросы теории и алгоритмы решения прямых и обратных задач метода искусственного подмагничивания» (специальность — геофизика)
- В 1993 году защитил докторскую диссертацию по теме: «Математическая теория и алгоритмы решения прямых и обратных задач электромагнитных геофизических полей».

С 1984 года занимается преподавательской деятельностью, c 2002 года — заведующий кафедрой УрФУ (изначально УГТУ-УПИ, по совместительству, руководит аспирантами).
- 1990 — присвоено звание старшего научного сотрудника
- 1998 — присвоено звание профессора по кафедре высшей математики[2].

В октябре 1992 года был избран по конкурсу на должность заведующего Лабораторией математической геофизики.
В 1994 году стал председателем Совета профсоюза УрО РАН (на общественных началах).
В апреле 2004 года избран на должность директора Института геофизики Уральское отделение Российской академии наук, которым руководил до 2015 года.
В 2006 году был избран членом-корреспондентом Российской академии наук.

### Семья
Женат, имеет троих детей.

## Научная работа
Научные интересы:
- специализация в области интерпретации геофизических полей;
- получен ряд принципиальных результатов по решению обратных задач гравиметрии, магнитометрии и геоэлектрики;
- разработана методика и компьютерные технологии разделения областей аномальной плотности по глубине;
- получены явные уравнения обратных задач для геофизических полей, удовлетворяющих уравнениям Гельмгольца, диффузии, волновому, телеграфному;
- впервые построены примеры решений трехмерных обратных задач электроразведки (что позволило увеличить достоверность интерпретации практических данных).

Разрабатывал научные темы:
- «Исследование глубинного строения Земли на основе новых методов интерпретации гравитационного поля» (отделение Наук о Земле РАН).
- «Создание вычислительных технологий для обработки и интерпретации гравитационных и магнитных геофизических полей» (интеграционный с СО РАН).
- «Теория и алгоритмы решения нелинейных обратных задач грави-магнитометрии для многослойных сред с использованием гибридных вычислительных систем» (Программа Президиума РАН).
- «Создание схематической геодинамической карты Тимано-Печорского региона на основе объёмной модели верхней части литосферы и геофизического мониторинга».

Основные научные результаты:
- доказана слабая единственность решения обратной задачи в методе Sq-вариаций для класса эллиптических цилиндров;
- разработан способ вывода явных уравнений трёхмерных обратных задач электроразведки с использованием интегральных представлений полевых функций через их граничные значения для скалярного и векторного полей;
- впервые получены явные уравнения обратной задачи (магниторазведки) электроразведки на постоянном токе, разработаны алгоритмы их решения, с использованием которых построены первые примеры трехмерных эквивалентных семейств решений;
- показана принципиальная возможность определения единственного решения обратной задачи при совместной интерпретации наблюдений при двух положениях источника первичного поля (электрического или магнитного);
- для обратной задачи метода заряда по измерениям внутреннего и внешнего электрического потенциала проводящего включения получены интегральное и интегродифференциальное уравнения, совместное решение которых позволяет определить границу и проводимость искомого объекта;
- получены явные уравнения обратных задач для геофизических полей, удовлетворяющих уравнениям Гельмгольц, диффузии, волновому, телеграфному.

Доклады на зарубежных конференциях:
- трехмерный электромагнетизм (США 1995, 1999; Германия 2007);
- электромагнитная индукция в Земле (Япония 1996, Румыния 1998, Бразилия 2000, Испания 2006);
- конференция Европейской Ассоциации Геофизиков (Швейцария 1997, Финляндия 1999, Голландия 2001, Франция 2004, Испания 2010, Швейцария 2010);
- Генеральная Ассамблея Международного Союза Геофизики и Геодезии (Великобритания 1999, Италия 2007, Австралия 2011, Чехия 2015).

Конференции Американского геофизического союза (США 2010, 2021, Сингапур 2012)

## Членство в организациях
- член Секции по электромагнитным исследованиям Земли Научного совета по проблемам физики Земли РАН;
- член Бюро Отделения наук о Земле РАН;
- Председатель Совета по защите докторских диссертаций в Институте геофизики УрО РАН;
- лауреат Фонда содействия отечественной науке;
- зам. председателя научно-методического совета по геолого-геофизическим технологиям Министерства природных ресурсов РФ
- председатель оргкомитета Российской конференции «Теория и практика интерпретации данных электромагнитных геофизических методов» (1996);
- трижды организовывал Международный семинар им. Успенского.

## Награды и премии
Имеет ряд наград:
- Медаль ордена «За заслуги перед Отечеством» II-ой степени
- Медаль Лейбница Европейской академии естественных наук
- Три государственные научные стипендии
- Лауреат Фонда поддержки отечественной науки
- Звание «Ветеран труда»

## Судебное преследование
В декабре 2015 года был осужден на три года колонии общего режима за мошенничество.
Вину не признал и подал апелляцию. По итогам её рассмотрения в конце апреля 2016 года Свердловский областной суд смягчил наказание, заменив реальное лишение свободы условным наказанием. Судебное разбирательство сопровождалось скандалами и петициями в защиту ученого. После подачи апелляционной жалобы материалы дела не передавались Ленинским районным судом города Екатеринбурга в апелляционную инстанцию более двух месяцев, после чего, в знак протеста, в начале марта 2016 года П. Мартышко пообещал начать голодовку. После этого обещания материалы дела поступили 16 марта 2016 года в Свердловский областной суд. В апреле 2016 года, находясь в СИЗО, П. С. Мартышко попросил у президента России для себя смертной казни, «чтобы прекратить издевательство надо мной, моими родными и близкими». Также защитники ученого утверждали, что дело против него сфабриковано, ссылаясь на то, что на суде о невиновности П. С. Мартышко заявил 21 свидетель из 29 допрошенных, а один свидетель показал, что ему угрожали в здании Управления ФСБ.
29 апреля 2016 года Свердловский областной суд изменил приговор суда первой инстанции, назначив условное наказание в виде лишения свободы, и учёный вышел на свободу.  В июне 2017 года Ленинский районный суд города Екатеринбурга удовлетворил ходатайство, отменил наказание и снял судимость.